# Công tước xứ Kent và Strathearn
Công tước xứ Kent và Strathearn (tiếng Anh: Duke of Kent and Strathearn) là một tước hiệu quý tộc thuộc Đẳng cấp quý tộc Đại Anh.

## Lịch sử
Trước đây, tước hiệu Bá tước xứ Kent đã được lập ra và trực thuộc Đẳng cấp quý tộc Anh. Henry Grey, Bá tước thứ 12 của xứ Kent đã được phong làm Công tước xứ Kent vào năm 1710, nhưng tước vị này đã bị xoá bỏ sau khi ông qua đời vào năm 1740.
Vào ngày 23 tháng 04 năm 1799, tước vị Công tước xứ Kent và Strathearn và Bá tước xứ Dublin, được trao cho con trai thứ tư của Vua George III là Hoàng tử Edward Augustus. Dưới thời liên hiệp của Đại Anh, các vị vua Nhà Hannover thích ban tặng các tước hiệu kép (một từ một quốc gia cấu thành, một từ một quốc gia khác) để nhấn mạnh sự thống nhất.
Hoàng tử Edward chỉ có một người con hợp pháp duy nhất, và là con gái, Công chúa Alexandrina Victoria (Nữ hoàng Victoria trong tương lai). Sau cái chết của Edward vào năm 1820, Công tước xứ Kent và Strathearn không có người thừa kế nên bị thu hồi, vì ông không có người thừa kế hợp pháp là nam giới.